# Bobby Andström

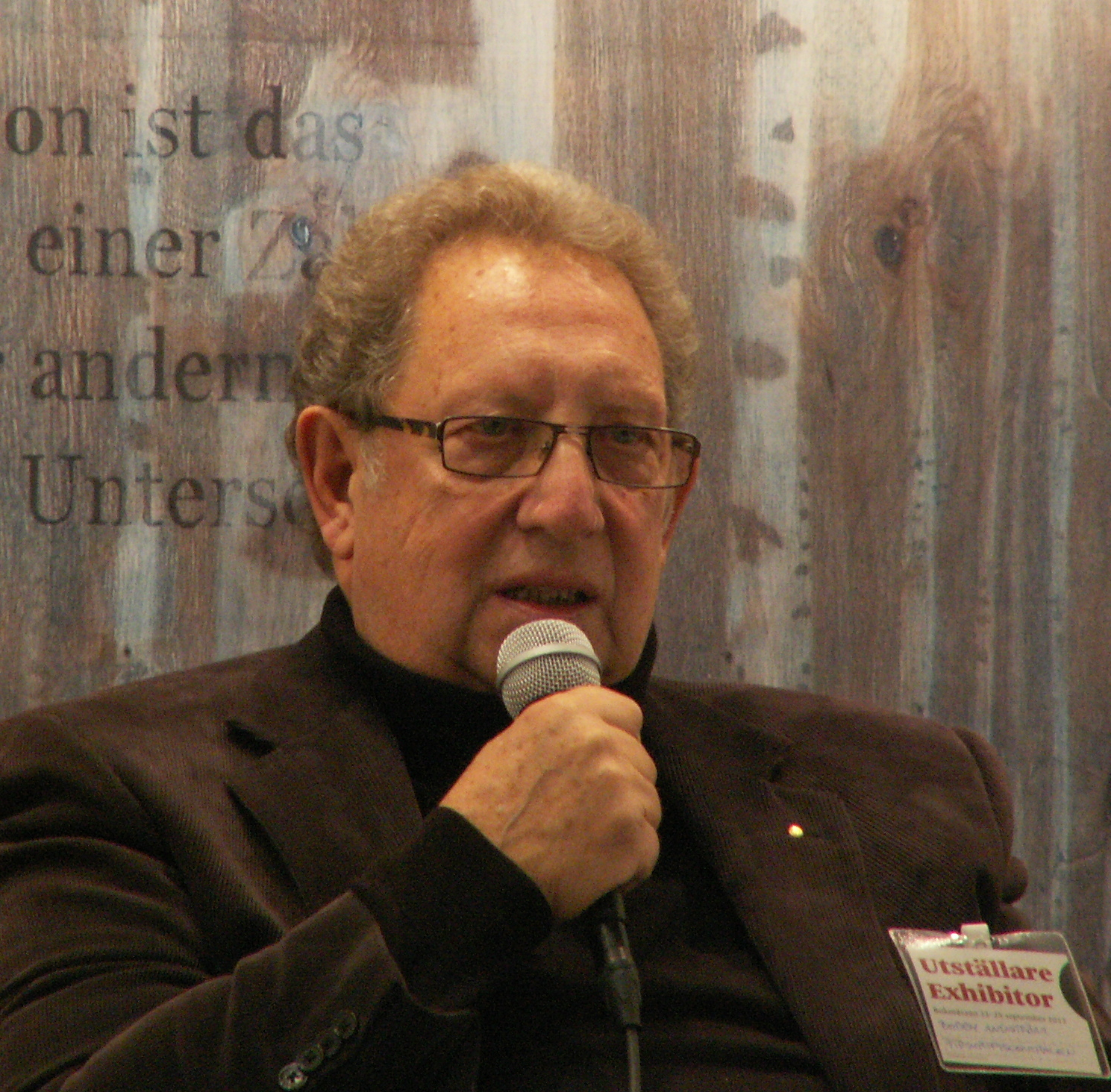
Bobby Andström på mässan Bok & Bibliotek, september 2011.

 Bobby Andström, född 1934 i Helsingfors, är en svensk författare och fotograf. 

## Biografi
Efter pojkår och uppväxttid i Helsingfors, Vasa, Jakobstad och Ekenäs, flyttade han år 1950 med föräldrarna Alfons och Doris Andström till Sverige och studerade bland annat i Umeå och Stockholm. År 1954 började han sin bana som journalist på tidningen Dagen och har medverkat i svensk dags- och veckopress. I slutet av 1970-talet slutade han med journalistiken för att på heltid ägna sig åt författarbanan, som har resulterat i ett 60-tal boktitlar. 
Produktionen har två huvudfåror, dels rikt illustrerade böcker om Sverige med flerspråkigt textinnehåll och dels en serie om den svenska kungafamiljen, som numera räknar ett 30-tal böcker. Bobby Andström har skildrat Sverige med ett tiotal böcker: Drömresan genom Sverige, Välkommen till Stockholm, Skåne, Västkusten, Segla runt Sverige, Sverigeboken och andra. Han har även skrivit fackböcker i skilda ämnen och en biografi om frikyrkoledaren Lewi Pethrus. Andström har även skrivit barnlitteratur, bland annat Nu blommar det i Blomlunda med författarinnan Astrid Lindgren som lektör och tillskyndare.
Bobby Andström är även fotograf och hans bilder har fått spridning även i utländska böcker och publikationer. Han har visat bildspel om Sverige i bland annat Tyskland, Finland och Island. I övrigt ingår resor från Ryssland i öster till Amerika i väster i hans reportageverksamhet. 
Mellan åren 1994 och 2007 bodde Andström i Skåne och drev i Hammenhög ett kulturhus med tonvikt på konstutställningar och föreläsningsverksamhet. Numera bor Andström och hans hustru Ingrid, född Björklund, i Stockholm.

## Verk i urval
- Andström, Bobby (1966). Lewi Pethrus. Profilen, 99-0693565-0 ; 5. Malmö: Forsberg. Libris 8390271
- Andström, Bobby; Björk Ingvar (1970). Nu blommar det i Blomlunda. Klumpe Dumpe-biblioteket, 99-0843533-7 ; 53. Stockholm: Rabén & Sjögren. Libris 1172894
- Andström, Bobby (1977). Drottning Silvias första år. Stockholm: Askild & Kärnekull. Libris 7589741. ISBN 91-7008-807-1
- Europas kungliga familjer,  Svenska Aller 1993.
- Andström Bobby, red (1997). Det kungliga året. 1997. Stockholm: Natur och kultur/LT. Libris 4109426. ISBN 91-27-06551-0 (inb.)
- Andström, Bobby (2006). Kung Carl XVI Gustaf 60 år. Stockholm: Natur och kultur. Libris 9929815. ISBN 91-27-35685-X (inb.)
- Andström, Bobby (1986) (på flera språk). Nya Sverigeboken: Sweden, Schweden, Suède. Stockholm: Legenda. Libris 7437772. ISBN 91-582-0816-X
- Andström, Bobby; Luthi J.-J., Niewiadomski Horst, Plumridge William (1993) (på flera språk). Drömresan genom Sverige. Stockholm: Wahlström & Widstrand. Libris 7281879. ISBN 91-46-16326-3
- Andström, Bobby (2011). Fårarmén: en berättelse med drag av sanningar lånade från verkligheten. [Vasa]: Scriptum. Libris 12427342. ISBN 978-952-5496-84-0